# O Leão da Estrela (2015)
O Leão da Estrela ist eine portugiesische Filmkomödie aus dem Jahr 2015. Es ist eine Neuverfilmung des gleichnamigen Films von 1947, ein bis heute populärer Klassiker der Comédia portuguesa.
Er lief danach, in einer längeren Version, auch als Dreiteiler im öffentlich-rechtlichen Fernsehen. Am 8., 15. und 22. Mai 2016 liefen die drei jeweils 43 Minuten langen Folgen erstmals bei RTP1.

## Handlung
Für Anastácio, ein kleiner Beamter, zählen in seinem Leben nur zwei Dinge: seine Familie, bestehend aus seiner Frau Carla und den zwei Töchtern Branca und Joana, und die Leões de Alcochete, der Fußballverein seines Lissabonner Heimatviertels.
Als sein drittklassig spielender Verein vor einem entscheidenden Auswärtsspiel gegen den Rivalen Barrancos do Inferno aus dem Alentejo steht, muss Anastácio unbedingt hinfahren. Nur hat leider seine Tochter Joana das Familienauto kaputt gefahren. Anastácios Nichte Rosa ist allerdings mit dem Mechaniker Miguel liiert, der ein Großraumtaxi für acht Personen organisieren kann, womit das Problem gelöst wäre.
Doch ein weiteres Hindernis tut sich auf, als sie eine Übernachtungsmöglichkeit vor Ort benötigen. Um auf die Quinta des wohlhabenden Eduardo Barata eingeladen zu werden, ein Facebook-Freund Joanas, plant Anastácio daher, sich als ebenfalls reich auszugeben.
In einer Verkettung von immer neuen Problemen hält Anastácios Familie den Schein mühsam aufrecht und wird tatsächlich dort eingeladen. Die Situation eskaliert jedoch, als sich Anastácios Tochter Branca und Baratas Sohn Eduardo näher kommen und sich die Familie Barata für einen Gegenbesuch ankündigt. Die großzügige Behausung eines verreisten Kommandanten, kleine Schummeleien und die konspirative Mitwirkung Eduardos soll die Illusion des wohlhabenden Anastácios aufrechterhalten. Dann jedoch kommt der Kommandant früher als erwartet nach Hause. Der Film endet überraschend hier, spielt aber auf das Happy End im Originalfilm an und lässt dieses erwarten.

## Rezeption
Der Film wurde erstmals in einer Vorpremiere am 17. November 2015 im großen Auditorium des Centro Cultural de Belém gezeigt und kam am 26. November 2015 in die Kinos. Mit 198.908 verkauften Eintrittskarten wurde er danach zum Publikumserfolg, auch dank einer breiten Werbekampagne.
2016 erschien der Film als DVD bei NOS Audiovisuais.